# Piacenza (geologi)
| Neogen 23 miljoner – 2,6 miljoner år före nutid | Neogen 23 miljoner – 2,6 miljoner år före nutid | Neogen 23 miljoner – 2,6 miljoner år före nutid | Neogen 23 miljoner – 2,6 miljoner år före nutid |
| Period (System)                                 | Epok (Serie)                                    | Ålder (Etage)                                   | Miljoner år sedan                               |
| ----------------------------------------------- | ----------------------------------------------- | ----------------------------------------------- | ----------------------------------------------- |
| Kvartär                                         | Pleistocen                                      | Gela                                            | senare                                          |
| Neogen                                          | Pliocen                                         | Piacenza                                        | 3,6–2,6                                         |
| Neogen                                          | Pliocen                                         | Zancle                                          | 5,3–3,6                                         |
| Neogen                                          | Miocen                                          | Messina                                         | 7,2–5,3                                         |
| Neogen                                          | Miocen                                          | Tortona                                         | 11,6–7,2                                        |
| Neogen                                          | Miocen                                          | Serravalle                                      | 13,8–11,6                                       |
| Neogen                                          | Miocen                                          | Langhe                                          | 16,0–13,8                                       |
| Neogen                                          | Miocen                                          | Burdigala                                       | 20,4–16,0                                       |
| Neogen                                          | Miocen                                          | Aquitaine                                       | 23,0–20,4                                       |
| Paleogen                                        | Oligocen                                        | Chatt                                           | tidigare                                        |

Piacenza är en geologiska tidsålder som varade för cirka 3,6 – 2,6 miljoner år sedan, under perioden Neogen. Den utgör den sista åldern eller etagen inom epoken Pliocen. Åldern är uppkallad efter staden Piacenza i Italien. 
Piacenza var den sista tidsåldern innan de kvartära nedisningarna tog fart på norra halvklotet. Även inlandsisen över Antarktis var mindre omfattande än idag och havsytan låg cirka tjugo meter över dagens nivå. Temperaturen var 2–3 grader över den förindustriella temperaturen. Koncentrationen koldioxid i atmosfären uppgick under Piacenza som mest till 381–427 miljondelar, dvs. jämförbart med nivån under 2010-talet. Förhållandena under Piacenza ger därför en bild av det klimat och den havsnivå som vi med tiden kan få om koldioxidhalten stannar på denna nivå.